# انوشیروان بن خالد بن محمد کاشانی
انوشیروان بن خالد بن محمد کاشانی، معروف به ابونصر شرف الدین، یک دولتمرد و مورخ ایرانی بود که به عنوان وزیر امپراتوری سلجوقی و خلافت عباسی خدمت می‌کرد.
انوشیروان در سال ۱۰۶۶ میلادی در ری به دنیا آمد. او در یک خانواده شیعه دوازده امامی با اصالت کاشانی به دنیا آمد. وی در زمان سلطان محمد اول خزانه دار و رئیس ارتش سلجوقی بود. شمس الملک عثمان بعداً به عنوان رئیس ارتش سلجوقی جانشین انوشیروان شد. پس از این، انوشیروان به بغداد رفت، جایی که بعداً بار دیگر رئیس ارتش سلجوقی شد. وی مدت کوتاهی در سال ۱۱۲۷ توسط محمود دوم به عنوان وزیر خود منصوب شد و تا سال ۱۱۲۸ در آن منصب ماند. انوشیروان از سال ۱۱۳۲ تا ۱۱۳۴ به عنوان وزیر خلیفه عباسی المسترشید و سپس برای مدت کوتاهی به عنوان وزیر سلطان سلجوقی غیاث الدین مسعوداز ۱۱۳۵ تا ۱۱۳۶ خدمت کرد. انوشیروان بعداً بین سالهای ۱۱۳۷ و ۱۱۳۹ درگذشت.